# Angelo Petraglia
Angelo Petraglia (nascido em 5 de maio de 1954) é um produtor de discos e compositor americano. Ele era um membro da banda de New Wave Face to Face e é mais conhecido por seu trabalho com a banda de Indie Rock Kings of Leon.

## Início da Vida
Ele nasceu no Bronx e cresceu em Pelham, Nova York. Seu pai era um zelador e sua mãe era uma contadora. Até o momento ele tinha chegado ao terceiro grau, ele estava tocando guitarra, inspirado por breves aparições promocionais de Ricky Nelson, no final de Ozzie e Harriet. Ele estudou arte visual em New England College.

## Carreira como compositor
Petraglia produziu álbuns e músicas co-escritas com Kings of Leon. Ele, junto com Larry Gottlieb e Kim Richey, receberam uma indicação ao Grammy como os compositores de sucesso de Trisha Yearwood Believe Me Baby (I Lied). Petraglia também escreveu e produziu a canção de Patty Griffin "One Big Love" por seu aclamado recorde Flaming Red (1998). "One Big Love" foi gravado mais tarde por Emmylou Harris, em seu Grammy premiado pela gravadora Red Dirt Gir (2000). Ele também co-escreveu uma canção no álbum de estreia de Taylor Swift. Ele compôs músicas para Warren Zanes (Del Fuegos), Peter Wolf e Kim Richey. Ele também escreveu canções para Martina McBride, Tim McGraw, Sara Evans, Lee Ann Womack, Brooks and Dunn e Jessica Andrews.
Petraglia executa "Why Can't I Say Goodnight", com Kim Richey, uma música que ele escreveu com Richey para Nashville (2012 TV series). A canção é executada por Sam Palladio (Gunnar) e Clare Bowen (Scarlett) no show.